# ソファーにパジャマを座らせて
『ソファーにパジャマを座らせて』は、1996年6月5日に発売された桂銀淑の14枚目のシングルである。発売元は東芝EMI。

## 解説
東芝EMI在籍時最後のシングルとなった。

## 収録曲
1. ソファーにパジャマを座らせて
  - 作詞: 岡田冨美子、作曲: 杉本眞人、編曲: 川村栄二
2. えとらんぜ
  - 作詞: やしろよう、作曲: 杉本眞人、編曲: 川口真